# 1994年11月3日の日食

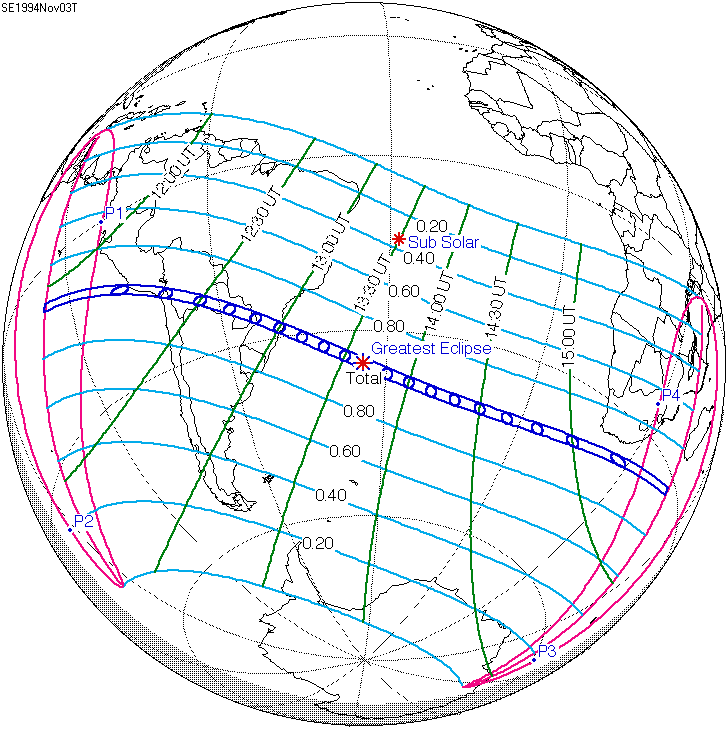

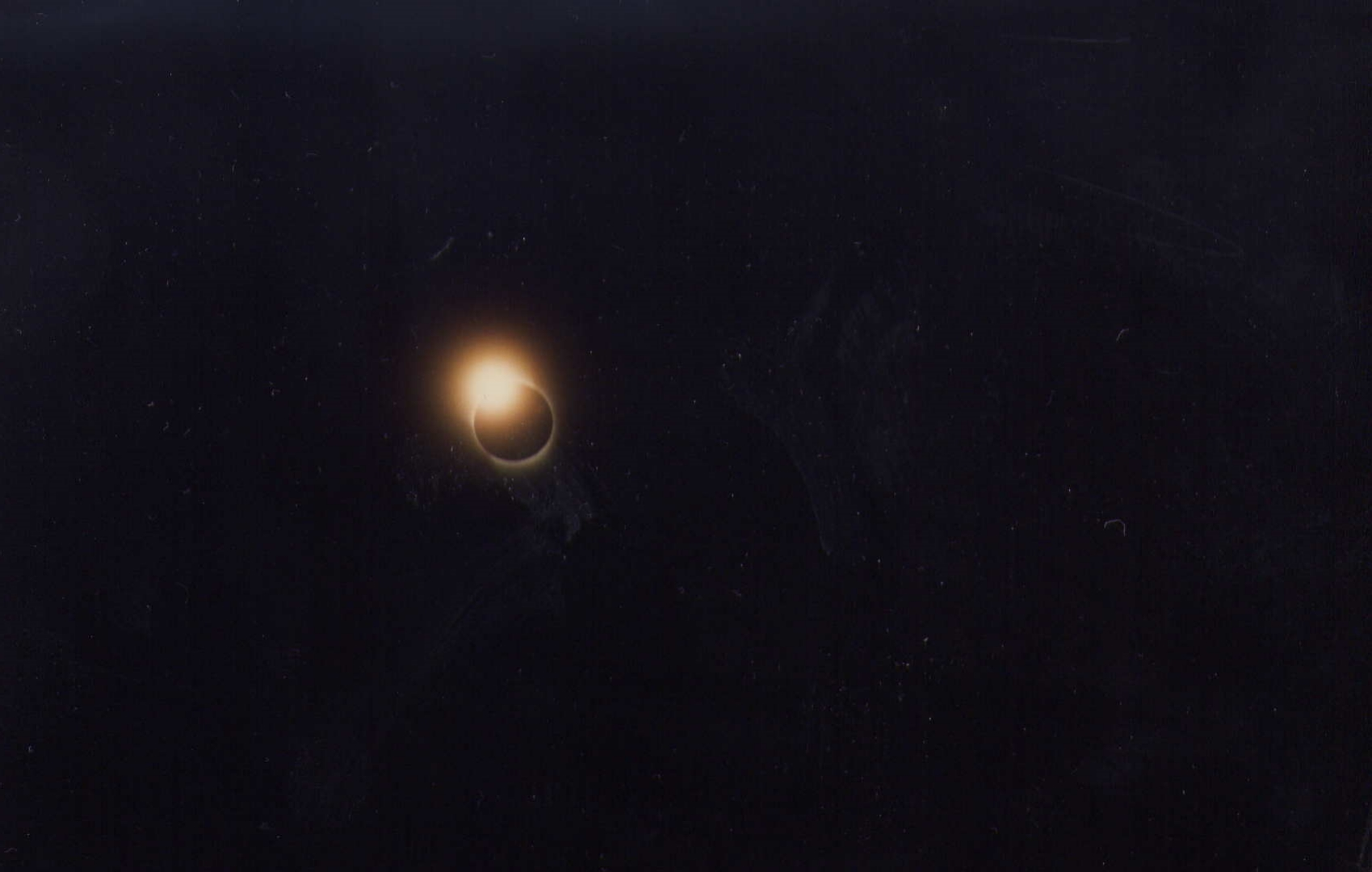
ボリビアオルロ県リトラル郡の皆既日食の時のダイアモンド・リング

1994年11月3日の日食（1994ねん11がつ3かのにっしょく）は、1994年11月3日に観測された日食である。ペルー、チリ、ボリビア、アルゼンチン、パラグアイ、ブラジル、イギリス領トリスタンダクーニャのゴフ島で皆既日食が観測され、ラテンアメリカの大部分、アフリカ南部及び以上の地域の周辺の一部で部分日食が観測された。

## 通過した地域
皆既帯が通過した、皆既日食が見えた地域はペルー南部沿岸、チリ北端、ボリビア南部、アルゼンチン北部、パラグアイ、ブラジル南部、イギリスの海外領土トリスタンダクーニャに含まれるゴフ島だった。世界最大のイグアスの滝も皆既帯にあった。
また、皆既日食が見えなくても、部分日食が見えた地域は北アメリカ大陸のメキシコ南東部とその南東にある部分、ケイマン諸島、ジャマイカ、イスパニョーラ島南部沿岸の小さい部分、ウィンドワード諸島南部、南アメリカ全部、イースター島とガラパゴス諸島を含む太平洋南東部、大西洋中南部、中部アフリカ南部、南部アフリカ全部、東アフリカ南部、南極大陸のうち大西洋に近い約3分の1だった。

## 観測
ジェイ・パサチョフ教授率いるアメリカのウィリアムズ大学観測隊はチリのアタカマ砂漠にあるプトレ付近の軍事基地で皆既日食を観測した。観測隊はコロナを撮影し、その高度を測定した。日本と韓国の観測隊も付近で観測した。ロシア科学アカデミーはブラジルのクリシウマに観測隊を派遣した。観測隊はコロナの偏光画像を撮影し、コロナの放射線構造の再構成案を提出した。